# Национални стадион у Пекингу
Национални стадион у Пекингу (кин: 北京國家體育場), такође познат и као „Птичје гнездо“ (кин: 鳥巢), је здање на коме су се одржале церемоније отварања и затварања Олимпијских игара 2008. године као и многа такмичења за време Игара.
Темељи су почели да се постављају 24. децембра 2003. године. У фебруару следеће године постављено је 100 носећих стубова. После две године почело је склапање челичне конструкције, а у новембру 2007. почела је унутрашња декорација стадиона. У јануару 2008. постављено је 80.000 седишта.
Први посетиоци на „гнездо“ су стигли 18. априла а стадион је завршен 28. јуна.
„Птичје гнездо“ заузима површину од 97.000 m². Сем постојећих 80.000, за игре је постављено и 11.000 привремених седишта. Налази се на тзв. „Царској оси“ у линији са неким од најзначајнијих грађевина у Пекингу, као што су Забрањени град и трг Тјенанмен.
Челична конструкција је тешка 40.000 тона. Дужина стадиона је 333, а ширина (исток—запад) 294 метра. Објекат је висок 69 m.
У близини овог објекта налази се и Национални центар за водене спортове „Водена коцка“.